# Reginelloides stolonifera
Reginelloides stolonifera is een mosdiertjessoort uit de familie van de Cribrilinidae. De wetenschappelijke naam van de soort is, als Reginella stolonifera, voor het eerst geldig gepubliceerd in 1984 door Gordon.